# Żółf
Żółf właściwie Piotr Przeździecki (ur. 30 maja 1979) – polski raper i producent muzyczny. Współzałożyciel warszawskiej grupy hiphopowej Fenomen. W 2001 roku wystąpił w dokumencie Sylwestra Latkowskiego pt. Blokersi.

## Wybrana dyskografia
Występy gościnne
| Album                                  | Rok  | Utwór                                                                                | Źródło |
| -------------------------------------- | ---- | ------------------------------------------------------------------------------------ | ------ |
| Żurom – Cały czas                      | 2004 | „Dziary” (gościnnie: Żółf, Łyskacz, Popek, K.O.wal)                                  | [ 3 ]  |
| Endefis – Być albo nie być             | 2005 | „Pani posłucha” (gościnnie: Żółf)                                                    | [ 4 ]  |
| Siedem Łez – 2+2=7                     | 2006 | „Wiesz co” (gościnnie: Żółf)                                                         | [ 5 ]  |
| KrzyHu & ENWueS – Dlaczego o tym mówię | 2009 | „Wczoraj gówniarz dzisiaj facet” (gościnnie: Żółf, Bonus RPK)                        | [ 6 ]  |
| Rufuz – ToPo1                          | 2010 | „Zamknięty teren” (gościnnie: Koszykarz 23, Żółf)                                    | [ 7 ]  |
| WTM & CBR – Zgodnie z planem           | 2012 | „Brzytwa” (gościnnie: Żółf)                                                          | [ 8 ]  |
| Blask Ulic – Blask ulic                | 2013 | „Patrz pod nogi” (gościnnie: Fu, Żółf)                                               | [ 9 ]  |
| Zjawin – Wszystko jedno                | 2012 | „Głosy w mojej głowie” (gościnnie: Żółf, VNM, Masło, Pjus, Stasiak, Proceente, Peja) | [ 10 ] |

Kompilacje różnych wykonawców
| Album                     | Rok  | Utwór                             | Źródło |
| ------------------------- | ---- | --------------------------------- | ------ |
| Road Hip Hop 2005         | 2005 | Żółf, Miexon – „K.S.W.”           | [ 11 ] |
| Rap Eskadra 5 – Zima 2007 | 2006 | Miexon, Żółf – „A.M.D.G. Serafin” | [ 12 ] |
| Drużyna mistrzów          | 2012 | Żółf – „Wstań”                    | [ 13 ] |

## Filmografia
| Tytuł    | Rok  | Uwagi                                             | Źródło |
| -------- | ---- | ------------------------------------------------- | ------ |
| Blokersi | 2001 | film dokumentalny, reżyseria: Sylwester Latkowski | [ 14 ] |